# Верхняя Луговатка
Верхняя Луговатка — село Верхнехавского района Воронежской области.
Административный центр Верхнелуговатского сельского поселения.

## Население
| 2000 | 2005 | 2010 |
| ---- | ---- | ---- |
| 768  | ↘732 | ↘576 |

## Улицы
| - ул. Калинина, - ул. Колхозная, - ул. Космонавтов, - ул. Мира, | - ул. Харина, - ул. Чапаева, - ул. Школьная. |

## Известные уроженцы
- Китаева, Мария Петровна (род. 1951) — советская доярка, Герой Социалистического Труда.